# Malindi (stad)
Malindi is een stad aan de Malindi Bay in de Keniaanse provincie Pwani (Coast) en is de hoofdstad van het gelijknamige district Malindi. De stad heeft anno 2007 ongeveer 100.000 inwoners en ligt aan de monding van de rivier de Galana, 110 kilometer ten noorden van Mombassa aan de kust (Indische Oceaan). Sinds de 14e eeuw wonen hier voornamelijk Swahili. 
Buiten de groeiende (Italiaanse) toeristensector leven de inwoners van de visserij en de handel. De plaatselijke luchthaven Malindi Airport is geschikt voor internationale vluchten. Met de komst van de binnenlandse luchtvaartmaatschappij Fly540 is in 2007 het binnenlandse netwerk sterk uitgebreid. In Malindi bevindt zich ook een lanceerplatform voor raketten, de Broglio Space Port.

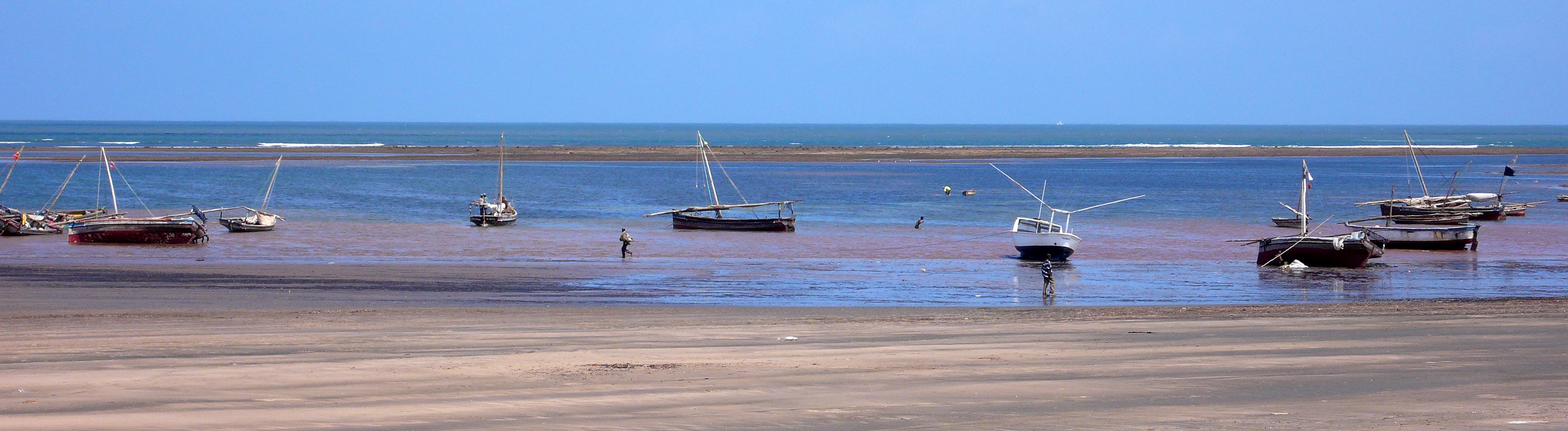
Vissersboten op het strand.

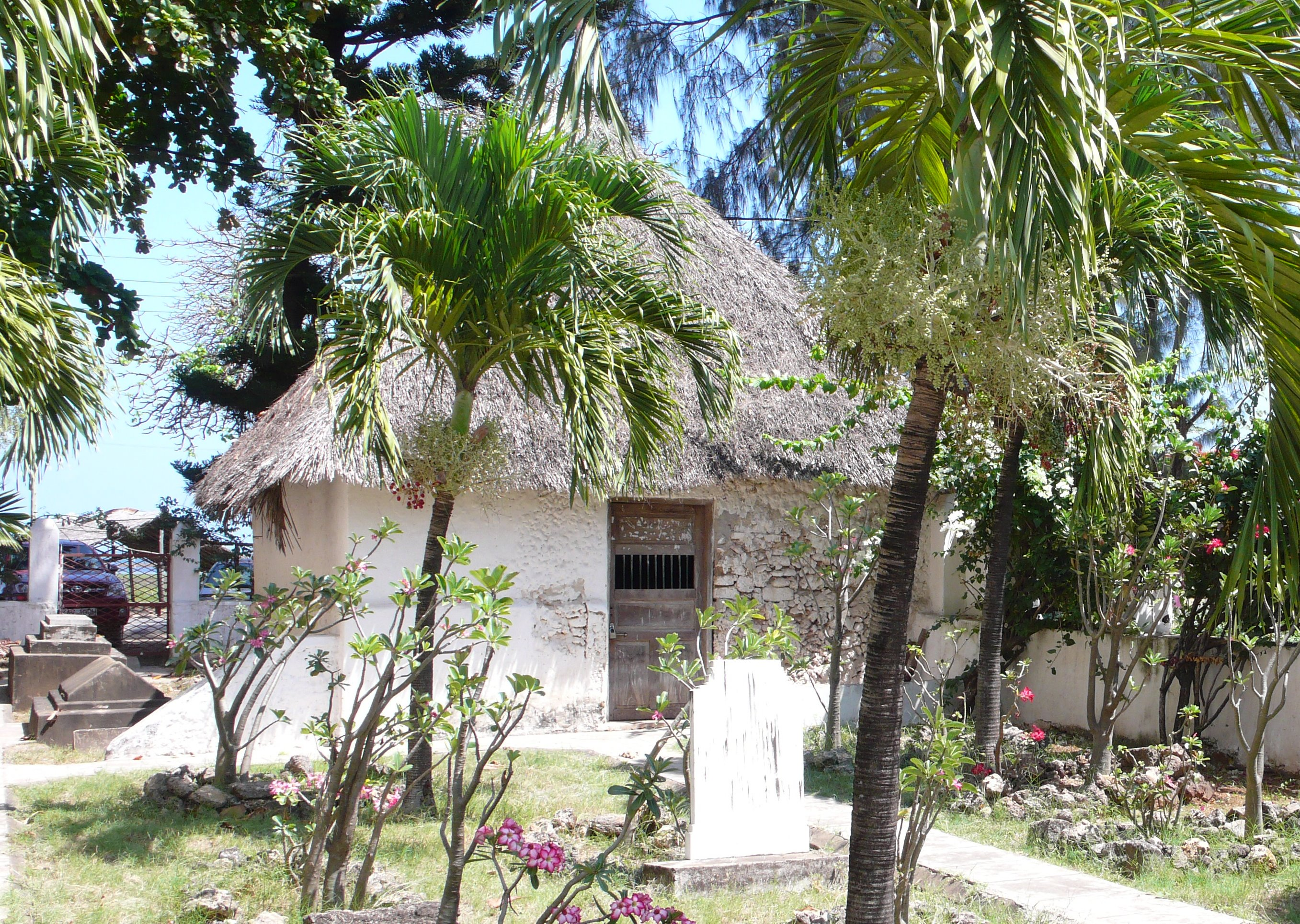
Oudste kerk van Oost-Afrika, naar verluidt opgericht door Vasco da Gama.